# Filip VI. Španělský
Filip VI. Španělský (někdy Felipe VI., španělsky Felipe VI de España, plným jménem Felipe Juan Pablo Alfonso de Todos los Santos de Borbón y de Grecia; * 30. ledna 1968, Madrid) je španělský král z rodu anjouských Bourbonů. Dojmenován dne 19. června 2014, a to po abdikaci svého otce Juana Carlose I. v souladu s ústavním zákonem o abdikaci. Se svou manželkou, královnou Letizií, mají dvě dcery, prvorozenou Leonoru, kněžnu asturskou, a druhorozenou Sofii.

## Vzdělání
Filip studoval na prestižních školách v Kanadě, USA (Georgetownské univerzitě ve Washingtonu D.C.) a ve Španělsku. Vojenského vzdělání se princi dostalo na Academia General Militar v Zaragoze, na Escuela Naval Militar v Marínu a na Academia General del Aire v San Javieru. Do svého jmenování králem měl hodnost podplukovníka generálního štábu armády, fregatního kapitána admiralitního štábu španělského námořnictva a podplukovníka generálního štábu vzdušných sil. Od 19. června je vrchním velitelem španělské armády. Po ukončení období vojenského vzdělání začalo období jeho vzdělání civilního (vystudoval právo na Autonomní univerzitě v Madridu a dosáhl titulu „Master“ v oboru Mezinárodní vztahy na Edmund Walsh School of Foreign Service na Georgetownské univerzitě).

## Nástup na královský trůn
Dne 19. června 2014 v Madridu složil slavnostní přísahu v parlamentu před zákonodárci obou komor (tzv. Generálních kortes, tzn. parlamentu a senátu) a představiteli dalších státních institucí. Během svého 25 minut dlouhého projevu se věnoval řadě aktuálních otázek, které trápí Španělsko, např. tématu ekonomické krize a nezaměstnanosti a zejména aktuálního problému s mírou nezaměstnanosti mladých lidí. Zdůraznil, že Španělsko je součástí Evropy, zároveň ovšem poukazoval i na nutnost národní integrity, avšak s prostorem pro individualitu každého jedince (nebo autonomních oblastí). Přislíbil, že jeho priority ve funkci krále budou směřovány k účasti na řešení těchto problémů. Zdůraznil to, že je na svou zemi a její historii hrdý a pyšný a zdůraznil důležitost této národní hrdosti u každého obyvatele. Jako důležité označil také určité sblížení královské koruny s obyvateli. Poděkoval svému otci, Janu Karlovi I., za téměř 40 let vlády, své matce, Sofii, za její práci, kterou pro zemi vykonala, ale i za její oddanost a věrnost králi. Závěrem také citoval větu z Don Quijota: „člověk není ničím víc než kterýkoliv jiný, nedokáže-li více než jiný“ (španělsky: "no es un hombre más que otro si no hace más que otro"). Svůj projev zakončil poděkováním, a to ve čtyřech jazycích: španělštině, katalánštině, baskičtině a galicijštině.

## Státnické povinnosti
Již jako korunní princ vykonával mnoho oficiálních zahraničních cest po celém světě a reprezentoval Španělské království. Současně také reprezentoval královskou rodinu ve městech po celém Španělsku a ukazoval se při španělských státních svátcích.

## Manželství a děti
Po období Filipova staromládenectví a poměrně nestálého partnerského života 1. listopadu 2003 princ oznámil zasnoubení s novinářkou Letizií Ortiz Rocasolano, bývalou novinářkou CNN, se kterou se oženil 22. května 2004. Svatba se konala v Almudenské katedrále v Madridu.
Dne 31. října 2005 porodila princezna Letizia holčičku, Leonor, prvorozenou dědičku následníka trůnu a tehdy druhou v pořadí následnictví španělského trůnu (náležel jí titul infantka, nyní je již první v pořadí následnictví na trůn a náleží jí titul kněžna asturská). Dne 29. dubna 2007 se narodila druhá dcera, infantka Sofie, která se tak stala třetí v pořadí následnictví (nyní druhá v pořadí).
Po atentátech 11. března 2004 v Madridu se Filip společně se svými sestrami, infantkami Elenou a Cristinou, stali prvními členy španělské královské rodiny, kteří se zúčastnili manifestace.
Kromě svých státnických povinností předsedal jako kníže z Asturie také některým benefičním organizacím, především pak těm, které nesou jeho jméno: Nadace knížete asturského a Nadace knížete z Gerony.
Dne 2. června 2014 jeho otec oznámil, že abdikuje z funkce španělského krále a za svého nástupce určil právě Filipa. Ten se funkce krále ujal dne 19. června 2014.

## Účast na olympiádě vBarceloně
Na letní olympiádě v Barceloně v roce 1992 byl vlajkonošem španělského olympijského výboru a sám se aktivně zúčastnil. Umístil se na šesté pozici ve třídě soling v jachtingu a obdržel olympijský diplom.

## Tituly, oslovení a vyznamenání
Španělská ústava z roku 1978 v článku II, odst. 56, paragrafu 2 vyhrazuje titul „španělského krále“ osobě panovníka. Ten je jako panovník oprávněn užívat i další čestné tituly a hodnosti, které se obvykle vztahují k historickým územním entitám, tradičně spojeným se španělskou korunou:
- král španělský, kastilský, leónský, aragonský, obojí Sicílie (tj. neapolský a sicilský), jeruzalémský, navarrský, granadský, toledský, valencijský, galicijský, mallorský, sevillský, sardinský, córdobský, korsický, murcijský, menorský, jaénský, algarvský, algecirský, gibraltarský, Kanárských ostrovů, východo- a západoindický a Atlantských ostrovů.

(španělsky: Rey de España, de Castilla, de León, de Aragón, de las Dos Sicilias (referido a Nápoles y Sicilia), de Jerusalén, de Navarra, de Granada, de Toledo, de Valencia, de Galicia, de Mallorca, de Sevilla, de Cerdeña, de Córdoba, de Córcega, de Murcia, de Menorca, de Jaén, de los Algarves, de Algeciras, de Gibraltar, de las Islas Canarias, de las Indias Orientales y Occidentales y de las Islas y Tierra Firme del Mar Océano).
- arcivévoda rakouský (Archiduque de Austria);
- vévoda burgundský, brabantský, milánský, aténský a neopatrijský. (Duque de Borgoña, Brabante, Milán, Atenas y Neopatria).
- hrabě habsburský, flanderský, tyrolský, rousillonský a barcelonský, (španělsky: Conde de Habsburgo, Flandes, el Tirol, el Rosellón y Barcelona).
- svobodný pán biskajský a molinský, (španělsky: Señor de Vizcaya y Molina).
- etc.[pozn. 1]

Jako španělský král je i nejvyšším představitelem řady španělských rytířských a heraldických řádů:
- nejvyšší velmistr slavného Řádu zlatého rouna
- velmistr královského a vznešeného Řádu Karla III.
- velmistr Řádu Isabely Katolické
- velmistr Vojenského řádu sv. Hermenegilda
- velmistr Vojenského řádu sv. Ferdinanda
- velmistr vojenských řádů Monteských, Alcántarských, Calatravských a Svatojakubských rytířů, jakož i dalších menších vojenských řádů a vyznamenání Španělského království.

## Rodokmen
|           |                                    |  |               |                                       |  |  |  |  |  |  |  | Alfons XII. |
|           |                                    |  |               |                                       |  |  |  |  |  |  |  |             |
|           | Alfons XIII. Španělský             |  |               |                                       |  |  |  |  |  |  |  |             |
|           |                                    |  |               |                                       |  |  |  |  |  |  |  |             |
|           |                                    |  |               | Marie Kristýna Rakouská               |  |  |  |  |  |  |  |             |
|           |                                    |  |               |                                       |  |  |  |  |  |  |  |             |
|           | Jan Bourbonský                     |  |               |                                       |  |  |  |  |  |  |  |             |
|           |                                    |  |               |                                       |  |  |  |  |  |  |  |             |
|           |                                    |  |               | Jindřich z Battenbergu                |  |  |  |  |  |  |  |             |
|           |                                    |  |               |                                       |  |  |  |  |  |  |  |             |
|           | Viktorie z Battenbergu             |  |               |                                       |  |  |  |  |  |  |  |             |
|           |                                    |  |               |                                       |  |  |  |  |  |  |  |             |
|           |                                    |  |               | Beatrix Sasko-Koburská                |  |  |  |  |  |  |  |             |
|           |                                    |  |               |                                       |  |  |  |  |  |  |  |             |
|           | Juan Carlos I.                     |  |               |                                       |  |  |  |  |  |  |  |             |
|           |                                    |  |               |                                       |  |  |  |  |  |  |  |             |
|           |                                    |  |               | Alfons Neapolsko-Sicilský             |  |  |  |  |  |  |  |             |
|           |                                    |  |               |                                       |  |  |  |  |  |  |  |             |
|           | Karel Bourbonsko-Sicilský          |  |               |                                       |  |  |  |  |  |  |  |             |
|           |                                    |  |               |                                       |  |  |  |  |  |  |  |             |
|           |                                    |  |               | Marie Antonie Neapolsko-Sicilská      |  |  |  |  |  |  |  |             |
|           |                                    |  |               |                                       |  |  |  |  |  |  |  |             |
|           | Marie Mercedes Bourbonsko-Sicilská |  |               |                                       |  |  |  |  |  |  |  |             |
|           |                                    |  |               |                                       |  |  |  |  |  |  |  |             |
|           |                                    |  |               | Filip Pařížský                        |  |  |  |  |  |  |  |             |
|           |                                    |  |               |                                       |  |  |  |  |  |  |  |             |
|           | Luisa Orleánská                    |  |               |                                       |  |  |  |  |  |  |  |             |
|           |                                    |  |               |                                       |  |  |  |  |  |  |  |             |
|           |                                    |  |               | Marie Isabela Orleánská               |  |  |  |  |  |  |  |             |
|           |                                    |  |               |                                       |  |  |  |  |  |  |  |             |
| Filip VI. |                                    |  |               |                                       |  |  |  |  |  |  |  |             |
|           |                                    |  |               |                                       |  |  |  |  |  |  |  |             |
|           |                                    |  | Jiří I. Řecký |                                       |  |  |  |  |  |  |  |             |
|           |                                    |  |               |                                       |  |  |  |  |  |  |  |             |
|           | Konstantin I. Řecký                |  |               |                                       |  |  |  |  |  |  |  |             |
|           |                                    |  |               |                                       |  |  |  |  |  |  |  |             |
|           |                                    |  |               | Olga Konstantinovna Romanovová        |  |  |  |  |  |  |  |             |
|           |                                    |  |               |                                       |  |  |  |  |  |  |  |             |
|           | Pavel I. Řecký                     |  |               |                                       |  |  |  |  |  |  |  |             |
|           |                                    |  |               |                                       |  |  |  |  |  |  |  |             |
|           |                                    |  |               | Fridrich III. Pruský                  |  |  |  |  |  |  |  |             |
|           |                                    |  |               |                                       |  |  |  |  |  |  |  |             |
|           | Sofie Pruská                       |  |               |                                       |  |  |  |  |  |  |  |             |
|           |                                    |  |               |                                       |  |  |  |  |  |  |  |             |
|           |                                    |  |               | Viktorie Sasko-Koburská               |  |  |  |  |  |  |  |             |
|           |                                    |  |               |                                       |  |  |  |  |  |  |  |             |
|           | Sofie Řecká                        |  |               |                                       |  |  |  |  |  |  |  |             |
|           |                                    |  |               |                                       |  |  |  |  |  |  |  |             |
|           |                                    |  |               | Ernest Augustus Hannoverský           |  |  |  |  |  |  |  |             |
|           |                                    |  |               |                                       |  |  |  |  |  |  |  |             |
|           | Arnošt August Brunšvický           |  |               |                                       |  |  |  |  |  |  |  |             |
|           |                                    |  |               |                                       |  |  |  |  |  |  |  |             |
|           |                                    |  |               | Thyra Dánská                          |  |  |  |  |  |  |  |             |
|           |                                    |  |               |                                       |  |  |  |  |  |  |  |             |
|           | Frederika Hannoverská              |  |               |                                       |  |  |  |  |  |  |  |             |
|           |                                    |  |               |                                       |  |  |  |  |  |  |  |             |
|           |                                    |  |               | Vilém II. Pruský                      |  |  |  |  |  |  |  |             |
|           |                                    |  |               |                                       |  |  |  |  |  |  |  |             |
|           | Viktorie Luisa Pruská              |  |               |                                       |  |  |  |  |  |  |  |             |
|           |                                    |  |               |                                       |  |  |  |  |  |  |  |             |
|           |                                    |  |               | Augusta Viktorie Šlesvicko-Holštýnská |  |  |  |  |  |  |  |             |
|           |                                    |  |               |                                       |  |  |  |  |  |  |  |             |

Filip VI. je vnukem řeckého krále Pavla I. a prapravnukem německého císaře Viléma II. Mezi jeho předky patří také britská královna Viktorie, římský císař a český král Leopold II., francouzský král Ludvík Filip, ruský car Mikuláš I., dánský král Kristián IX. a král Obojí Sicílie Ferdinand II.